# Gold (album Rush)
Gold – kompilacja utworów kanadyjskiego tria progresywnego Rush wydana 25 kwietnia 2006. Album składa się z połączonych dwóch albumów: Retrospective I oraz Retrospective II.

## Lista utworów

### Dysk 1
| Nr  | Tytuł utworu                  | Oryginalny album (data)    | Długość |
| --- | ----------------------------- | -------------------------- | ------- |
| 1.  | „The Spirit of Radio”         | Permanent Waves (1980)     | 4:57    |
| 2.  | „The Trees”                   | Hemispheres (1978)         | 4:43    |
| 3.  | „Freewill”                    | Permanent Waves (1980)     | 5:22    |
| 4.  | „Xanadu”                      | A Farewell to Kings (1977) | 11:03   |
| 5.  | „Bastille Day”                | Caress of Steel (1975)     | 4:38    |
| 6.  | „By-Tor and the Snow Dog”     | Fly by Night (1975)        | 8:37    |
| 7.  | „Anthem”                      | Fly By Night (1975)        | 4:22    |
| 8.  | „Closer to the Heart”         | A Farewell to Kings (1977) | 2:51    |
| 9.  | „2112: Overture”              | 2112 (album) (1976)        | 4:32    |
| 10. | „2112: The Temples of Syrinx” | 2112 (1976)                | 2:11    |
| 11. | „La Villa Strangiato”         | Hemispheres (1977)         | 9:35    |
| 12. | „Fly by Night”                | Fly By Night (1975)        | 3:21    |
| 13. | „Finding My Way”              | Rush (1974)                | 5:05    |
| 14. | „Working Man”                 | Rush (1974)                | 7:10    |

### Dysk 2
| Nr  | Tytuł utworu            | Oryginalny album (data)     | Długość |
| --- | ----------------------- | --------------------------- | ------- |
| 1.  | „The Big Money”         | Power Windows (1985)        | 5:34    |
| 2.  | „Red Barchetta”         | Moving Pictures (1981)      | 6:08    |
| 3.  | „Subdivisions”          | Signals (1982)              | 5:22    |
| 4.  | „Time Stand Still”      | Hold Your Fire (1987)       | 5:09    |
| 5.  | „Mystic Rhythms”        | Power Windows (1985)        | 5:53    |
| 6.  | „The Analog Kid”        | Signals (1982)              | 4:47    |
| 7.  | „Distant Early Warning” | Grace Under Pressure (1984) | 4:57    |
| 8.  | „Marathon”              | Power Windows (1985)        | 6:09    |
| 9.  | „The Body Electric”     | Grace Under Pressure (1984) | 4:59    |
| 10. | „Mission”               | Hold Your Fire (1987)       | 5:16    |
| 11. | „Limelight”             | Moving Pictures (1981)      | 4:20    |
| 12. | „Red Sector A”          | Grace Under Pressure (1984) | 5:09    |
| 13. | „New World Man”         | Signals (1982)              | 3:42    |
| 14. | „Tom Sawyer”            | Moving Pictures (1981)      | 4:34    |
| 15. | „Force Ten”             | Hold Your Fire (1987)       | 4:31    |

## Twórcy
- Geddy Lee – gitara basowa, syntezator, śpiew
- Alex Lifeson – gitara elektryczna i akustyczna.
- Neil Peart – perkusja
- John Rutsey – perkusja[b]